# Joseph Werbrouck
Joseph Werbrouck, född 10 januari 1882, död 3 juni 1974, var en belgisk tävlingscyklist.
Werbrouck blev olympisk bronsmedaljör i cykling vid sommarspelen 1908 i London.